# Tudor Vladimirescu (gmina Albești)
Tudor Vladimirescu – wieś w Rumunii, w okręgu Botoszany, w gminie Albești. W 2011 roku liczyła 2055 mieszkańców.